# Magyar Baráti Közösség
A Magyar Baráti Közösség (MBK; Hungarian Communion of Friends) az amerikai Oregon államban bejegyzett vallási, kulturális és jótékonysági szervezet.

## Története
A Magyar Baráti Közösséget eredetileg ITT-OTT Baráti Köre néven Éltető Lajos és vitéz Ludányi András alapította 1967-ben Louisiana államban. Céljuk a külföldön való magyar megmaradás, a magyar értékek megőrzése és továbbadása, a kettős identitás vállalása volt. Szellemiségüket, részben az Amerikába emigrált Szent-Iványi Sándor unitárius püspök hatására, unitáriusnak nevezték. Mindez azonban nem jelentett felekezeti elköteleződést, hanem a három unitárius alapelv: a szabadság, a türelem, és a józan ész követését. Alapszabályuk szerint minden magyar történelmi vallási tradíciót tiszteletben tartanak, s az éves összejöveteleiken végzett istenszolgálat is a magyar ökumené jegyében zajlik.

## Alkalmai
Évente egy alkalommal az Ohio állambeli Reménység tavánál (Lake Hope, Zaleski) konferenciát rendeznek, ahol a tudományos előadások, kötetlen programmal és ökumenikus istenszolgálattal kapcsolódnak egybe. Minden évben megrendezik New York környékén az elegáns Reménység Bált, melynek bevételét jótékony célokra fordítják.

## Céljai
A hidegháború időszakában az MBK az amerikai magyar közélet egyik meghatározó mozgalma volt. Az emigráns szervezetek egy része kritikával illette őket, amiért kapcsolatot tartottak az anyaországi hivatalos szervekkel és tudományos központokkal. Ugyanakkor az MBK több magyarországi tudós, író és költő, előadóművész részére biztosította az amerikai látogatás lehetőségét. Az MBK vezetőségéből többen (Éltető Lajos, Böjtös László építész, tiszteletbeli konzul) vezető tisztséget vállaltak a Magyarok Világszövetségében is. Szoros együttműködést alakítottak ki az Európai Protestáns Magyar Szabadegyetemmel, s 1972-ben védnökségük alatt hivatalos kapcsolat létesült a szegedi József Attila Tudományegyetem és a Portlandi Állami Egyetem között, melynek keretében kb. 200 amerikai hallgató tanulhatott Szegeden, s a rendszerváltást követően magyar diákok amerikai főiskolákon. 2002-ben megalakult magyarországi csoportjuk gróf Cseszneky Miklós vezetésével.
Az MBK jelentős szerepet vállalt a külföldi magyar könyvkiadásban is: megjelentették többek között Bibó István munkáinak angol fordítását, s együttműködtek a Király Béla által vezetett Atlantic Research Kiadóval is. Az MBK közvetlenül vagy alapítványai révén jelentős támogatást nyújt a határon túli magyarságnak.(ösztöndíjprogramok, parabola-antenna akció stb.).

## Szervezeti felépítése
Az MBK demokratikus szervezet, választott gondnokkal és tanáccsal. A jelöltek életrajzát s célkitűzéseit minden tagnak megküldik, a szavazást postán bonyolítják le. A szervezet jelenlegi gondnoka dr. Kovalszki Péter amerikai magyar belgyógyász.